# Klein Meckelsen
Klein Meckelsen (plattdeutsch Lütt Meckels) ist eine niedersächsische Gemeinde in der Samtgemeinde Sittensen im Landkreis Rotenburg (Wümme).

## Gemeindegliederung
Zur Gemeinde gehören zudem die Ortsteile Langenfelde und Marschhorst.

## Geschichte
Im Jahre 1388 wird Klein Meckelsen als Lütken Meckelstede erstmals urkundlich erwähnt. Um 1500 wurde von 14 Wohngebäuden mit rund 70 Einwohnern berichtet. Von 1806 bis 1814 wurde die Gegend von den Franzosen besetzt. Als Napoleon eine Straße von Bremen nach Hamburg bauen ließ, wurden auch Klein Meckelser Bürger zu Hand- und Spanndiensten herangezogen. Im Zweiten Weltkrieg wurde der Ort etwa drei Wochen vor Kriegsende von britischen Truppen befreit, die sich mit ca. 100 Panzern im Ort aufhielten.
Der Ort war Bundessieger des Wettbewerbs Unser Dorf soll schöner werden 1971 und 2001.

## Politik

### Gemeinderat
Der Rat der Gemeinde Klein Meckelsen setzt sich aus neun Mitgliedern zusammen. Die Ratsmitglieder werden durch eine Kommunalwahl für jeweils fünf Jahre gewählt.
Die vergangenen Gemeinderatswahlen ergaben folgende Sitzverteilungen:
| Wahljahr | BL                                                                       | SPD | Gesamt  |
| -------- | ------------------------------------------------------------------------ | --- | ------- |
| 2021     | 7                                                                        | 2   | 9 Sitze |
| 2016     | 7                                                                        | 2   | 9 Sitze |
| 2011     | 7                                                                        | 2   | 9 Sitze |
|          | __________________________ BL: Bürgerliste Gemeinsam für Klein Meckelsen |     |         |

### Wappen
Im gespaltenen Schild rechts durch einen silbernen Wellenbalken in Rot und Grün geteilt, im roten Feld ein goldenes, in den Wellenbalken eintauchendes Mühlenrad. Links im silbernen Feld eine grüne Kirchturmspitze mit goldener Wetterfahne auf rotem Turmkopf.

## Kultur und Sehenswürdigkeiten
- Wohn- und Wirtschaftsgebäude Klosterhörn 3 von 1809 in Fachwerk
- Wohn- und Wirtschaftsgebäude Klosterhörn 2 von 1857 in Fachwerk
- Wohn- und Wirtschaftsgebäude Dorfstraße 7, ehem. Häuslingshaus vom 19. Jahrhundert in Fachwerk

## Wirtschaft und Infrastruktur

### Verkehr
Die Gemeinde liegt etwa vier Kilometer neben der A 1, die nächste Anschlussstelle ist Sittensen (47).
Der etwa 1 km südlich des Ortskerns liegende Bahnhof Kuhmühlen an der Wilstedt-Zeven-Tostedter Eisenbahn wird bereits seit Jahrzehnten nicht mehr von Personenzügen bedient. Trotzdem können weiterhin von jedem Bahnhof in Deutschland aus Fahrkarten zu diesem Bahnhof ausgestellt werden; sie gelten in den werktags verkehrenden Busse von Zeven nach Tostedt der Eisenbahnen und Verkehrsbetriebe Elbe-Weser. Die Bahnhöfe Tostedt, Lauenbrück und Scheeßel an der Bahnstrecke Hamburg–Bremen, jeweils etwa 20 km von Klein Meckelsen entfernt, sind heute die nächstgelegenen Personenbahnhöfe.

### Bildung
Klein Meckelsen ist Standort einer Grundschule, welche 1966 als Mittelpunktschule eingeweiht wurde, nachdem die bisherigen Schulstandorte in Klein und Groß Meckelsen, sowie Ippensen und Vierden geschlossen wurden. Als vier Jahre später auch der Schulstandort Wohnste aufgegeben wurde, entstand hier die zweizügige Grundschule. 1992 wurden Sanierungs- und Erweiterungsarbeiten durchgeführt.
Die Schule veranstaltet übers Jahr mehrere Feste und bietet den Schülern eine Reihe von Arbeitsgemeinschaften und Projekten, wie z. B. eine Theater-AG oder einen zweijährlich ausgetragenen plattdeutschen Lesewettbewerb.